# Tempel van Venus Cloacina

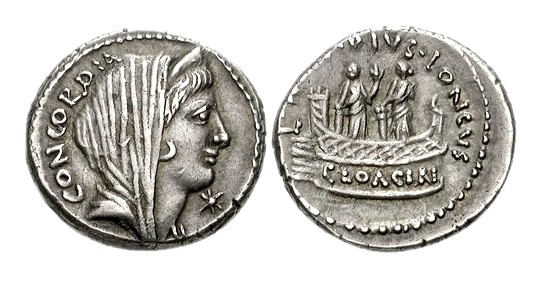
Romeinse munt met rechts de Tempel van Venus Cloacina

De Tempel van Venus Cloacina (Latijn: Sacellum Cloacinae) was een klein heiligdom ter ere van Venus Cloacina op het Forum Romanum in het oude Rome. Cloacina was een oude Romeinse godin, die al in de koningstijd werd vereerd.

## Geschiedenis
De oorsprong van de tempel ligt bij de legendarische oorlog tussen de Romeinen en de Sabijnen na de Sabijnse maagdenroof. Nadat beide volkeren en hun leiders Romulus en Titus Tatius vrede hadden gesloten, legden zij hun wapens neer bij de plaats van de latere tempel en reinigden zichzelf met mirte. Titus Tatius richtte hier later een beeld op van Cloacina.
Zij was de godin van de Cloaca Maxima, het open kanaal dat rond 600 v.Chr. door het Forum Romanum was aangelegd, in opdracht van koning Tarquinius Priscus. Cloacina werd vereerd in een klein heiligdom dat op de plaats stond waar de Cloaca Maxima het grote plein van het forum binnenkwam. Later werd Cloacina gelijkgesteld met de godin Venus en als een verschijning van haar vereerd.

## De tempel
Het tempeltje staat op een aantal antieke munten afgebeeld, waardoor enigszins bekend is hoe het eruit heeft gezien. Het was een onoverdekt rond podium met een doorsnee van 2,4 meter. Het podium was omringd door een laag hekwerk en in het midden stonden een altaar en 2 godsbeelden. Een beeld was vanzelfsprekend voor Cloacina. Het is niet bekend welke god het 2e beeld moest voorstellen, maar er wordt aangenomen dat dit een beeld van Venus was.
Het heiligdom stond voor de Tabernae Novae, een winkelcomplex dat in de 2e eeuw v.Chr. werd vervangen door de grote Basilica Aemilia. Rond 1900 werd bij opgravingen voor de Basilica Aemilia een ronde marmeren constructie aangetroffen. Deze werd geïdentificeerd als de voet van de Tempel van Venus Cloacina. Hieronder vond men nog 8 lagen met verschillende soorten stenen, wat erop duidt dat de tempel diverse malen herbouwd moest worden omdat het grondoppervlak van het forum door de eeuwen heen steeg.